# Daho
Daho är en ort i Burkina Faso.   Den ligger i regionen Boucle du Mouhoun, i den centrala delen av landet, 160 km sydväst om huvudstaden Ouagadougou. Daho ligger 254 meter över havet och antalet invånare är 647.
Terrängen runt Daho är platt. Närmaste större samhälle är Kabourou, 8,7 km söder om Daho.
Omgivningarna runt Daho är en mosaik av jordbruksmark och naturlig växtlighet. Runt Daho är det ganska glesbefolkat, med 45 invånare per kvadratkilometer.